# Edval
Edval, właśc. Edval Therezinho Costa (ur. 17 lutego 1954 w Rio de Janeiro) – piłkarz brazylijski, występujący na pozycji środkowego obrońcy.

## Kariera klubowa
Zawodową karierę piłkarską Edval rozpoczął w klubie Campo Grande Rio de Janeiro w 1974 roku. W latach 1976–1978 był zawodnikiem Fluminense FC. We Fluminense 26 października 1976 w wygranym 6-0 meczu z Vitórią FC Edval zadebiutował w lidze brazylijskiej. Z Fluminense zdobył mistrzostwo stanu Rio de Janeiro – Campeonato Carioca w 1976 roku.
W 1978 był zawodnikiem Bangu AC, a w latach 1979–1980 był zawodnikiem Itabaiany. W barwach Itabaiany Edval wystąpił ostatni raz w lidze brazylijskiej 23 lutego 1980 w wygranym 2-1 meczu z SC Internacional. Ogółem w latach 1977–1980 w I lidze wystąpił w 94 meczach, w których strzelił 8 bramek. W późniejszych latach Edval występował jeszcze w Comercialu Ribeirão Preto, Botafogo Ribeirão Preto i Londrinie, w której zakończył karierę w 1987 roku.

## Kariera reprezentacyjna
Edval występował w olimpijskiej reprezentacji Brazylii. W 1976 roku uczestniczył w Igrzyskach Olimpijskich w Montrealu. Na turnieju Edval wystąpił w czterech meczach reprezentacji Brazylii z NRD, Izraelem, Polską i ZSRR.